# 鍋島直彬
鍋島 直彬（なべしま なおよし）は、幕末期の大名、明治から大正期の日本の政治家、華族。肥前国鹿島藩第13代（最後）藩主、同藩初代（最後）知藩事、初代沖縄県令、元老院議官、貴族院議員などを歴任。位階・勲等・爵位は、正二位勲二等子爵。

## 生涯

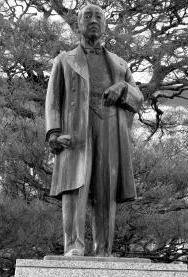
鍋島直彬像像（佐賀県鹿島市の旭ヶ岡公園）

天保14年12月11日（1844年）、第10代藩主・鍋島直永の三男として生まれる。嘉永元年（1848年）9月14日、第12代藩主の鍋島直賢（直永や直正の弟で叔父にあたる）が本家の鍋島直正によって強制的に隠居させられ、その養子として数え6歳で家督を継いだ。
嘉永6年（1853年）にロシアのプチャーチンが長崎に来航した際には、警備を行なっている。また、藩校・徳譲館を弘文館と改名して文武を奨励するなどした。万延元年12月（1861年）、従五位下・備前守に叙位・任官する。幕末期は佐賀藩と行動を共にし、直正の命令で朝廷との交渉役を務めている。文久3年（1863年）11月19日に備中守に遷任する。慶応2年（1866年）には幕府に追われていた副島種臣を庇護したりしている。慶応4年（1868年）の戊辰戦争では新政府に恭順した。明治2年（1869年）6月の版籍奉還で鹿島藩知事に任じられ、明治4年（1871年）7月の廃藩置県で藩知事を免官されて東京に移った。
明治5年（1872年）8月からアメリカ視察を行ない翌年に帰国。明治7年（1874年）に佐賀の乱が起こると旧領に戻り、旧臣らに恭順するよう説いて回った。明治9年（1876年）には侍従に任じられ、明治天皇の側近として仕えた。明治10年（1877年）の西南戦争で明治天皇が京都に赴いた際には同行、同年に侍補、翌明治11年（1878年）に宮内御用掛・文学御用掛に任命、明治12年（1879年）4月に初代の沖縄県令に任じられた。明治13年（1880年）に正五位に昇叙、明治14年（1881年）に従四位に叙せられて元老院議官となる。
明治17年（1884年）の華族令で子爵に叙せられた。明治21年（1888年）に帝室制度調査委員に任じられ、従三位に叙せられる。明治23年（1890年）の第1回帝国議会選挙では貴族院議員に選出され、同年7月10日に就任し、その後も4回にわたって再選を果たし死去するまで在任した。なお、地元・鹿島などでは病院や学校の設立に尽力している。1890年10月20日、錦鶏間祗候となる。
これらの功績から明治天皇の死後も重用され、大正4年（1915年）には正二位に叙せられたが、6月14日に死去した。享年71。

## 沖縄県令としての鍋島直彬
子爵で旧藩主である直彬が沖縄県令に任命される人事は、門地を重んじる民心をふまえ、華族の権威を利用して琉球処分（廃琉置県）から間がない沖縄県政の確立を企図したものであった。新県庁職員は、直彬が引率した佐賀県出身者（当時は長崎県）が要所を占めることになった。直彬は、政府の方針にしたがい土地・租税・地方制度などの旧慣をすべて継承する「旧慣温存」を表明し、勧学と勧業を重点施策に掲げ実行に移した。明治１３年に赴任すると衛生上害悪があるとして、那覇市街において豚を養うことを禁じている。2年余の在任中に、糖業奨励策をめぐり旧琉球王国以来の特権を有していた鹿児島系寄留商人と対立し、琉球士族らの反抗もあり、県政は行き詰まり、明治14年（1881年）に辞職を余儀なくされたが、直彬に率いられた30名余りの部下（原忠順ら）共々、沖縄の基礎作りに貢献した。ただし、多数の部下を引き連れたことで現地職員と大きな軋轢を生んだことを反省し、後任の上杉茂憲には人数を絞るよう助言している。上杉に同行したのは、従僕含め7名のみであった。

## 栄典
位階
- 1886年（明治19年）11月16日 - 正四位[7]
- 1894年（明治27年）5月21日 - 正三位[8]
- 1915年（大正4年）6月12日 - 正二位[9]

勲章等
- 1884年（明治17年）7月8日 - 子爵[10]
- 1889年（明治22年）11月25日 - 大日本帝国憲法発布記念章[11]
- 1906年（明治39年）4月1日 - 勲二等瑞宝章[12]

## 家族
父母
- 鍋島直永（実父）
- 於統、朝春院 ー 鍋島茂延の娘（実母）
- 鍋島直賢（養父）

妻
- 鍋島葛子 ー 鍋島直正の養女、鍋島直与の娘

子女
- 鍋島神代子 - 男爵諫早家崇夫人

養子
- 鍋島直縄 ー 侯爵鍋島直大の四男